# Nhân Thắng
Nhân Thắng là một xã thuộc tỉnh Bắc Ninh, Việt Nam.
Xã Nhân Thắng là nơi giao nhau của  và TL285, có sông Ngụ chảy qua.

## Địa lý
Xã Nhân Thắng có vị trí địa lý:
- Phía đông giáp xã Cao Đức
- Phía tây giáp các xã Gia Bình và Đại Lai
- Phía nam giáp các xã Lương Tài và Trung Kênh
- Phía bắc giáp phường Đào Viên và xã Phù Lãng.

Xã Nhân Thắng có diện tích 22,14 km², dân số 26.738 người, mật độ dân số đạt 1.207 người/km².

## Hành chính
Thị trấn Nhân Thắng có 7 khu phố (thôn):
- Cầu Đào (làng Ngụ)
- Cẩm Xá (làng Vối)
- Hương Triện (làng Triện)
- Khoái Khê (làng Khoai)
- Lê Lợi (làng Lời)
- Nhân Hữu (làng Đoàn)
- Ngô Cương (làng Ngò)

## Lịch sử
Vua Trần Nhân Tông khi đi qua vùng đất Kinh Bắc (nay là tỉnh Bắc Ninh) có động lòng trước sắc đẹp của người con gái quê hương nên đã mời nàng tiến cung, phong làm phi, nhưng do bệnh mà không thể sinh long tử, Vương phi Đặng Thị Loan đã xin Vua Trần Nhân Tông cho hương. Trở lại quê nhà, Bà cùng dân mở chợ, dạy nghề. Chợ Ngụ ra đời từ đó.
Theo sách “Các tổng trấn xã danh bị lãm” soạn vào đầu thời Nguyễn:
- Tổng Đại Lai có 4 xã: Nhân Hữu (làng Ngụ, làng Đoàn, làng Lời), Hương Triện, Ngô Cương, Cẩm Xá.
- Tổng Xuân Lai có xã Khoái Khê.

Lỵ sở của huyện Gia Bình trước kia được đặt ở xã Bảo Khám. Năm Minh Mệnh thứ nhất (1820) chuyển về xã Đông Bình, năm Minh Mệnh thứ 19 (1938) chuyển đến xã Nhân Hữu, năm Thiệu Trị thứ nhất (1841) chuyển đến xã Khoái Khê tổng Xuân Lai, xung quanh đắp thành đất hình vuông, mỗi chiều dài 20 trượng, chu vu 80 trượng. Thành cao 7 thước, mặt rộng 4 tước, chân thành rộng 1 trượng 2 thước, bốn phía đều có hào  rộng 1 trượng 2 thước, sâu 1 trượng. Thành mở 2 cửa tiền hậu. Huyện hạt phía Đông giáp huyện Chí Linh phủ Nam Sách tỉnh Hải Dương, phía Tây giáp huyện Siêu Loại, phía Nam giáp huyện Lương Tài, phía Bắc giáp huyện Quế Dương. Đông Tây cách nhau 33 dặm 5 thước, Nam Bắc cách nhau 10 dặm 31 trượng 6 thước.
Trước Cách mạng Tháng Tám năm 1945: xã Nhân Hữu tách khỏi tổng Đại Lai, xã Hương Triện hợp nhất với xã Khoái Khê thành xã Hương Khê.
Sau Cách mạng Tháng Tám năm 1945, đơn vị hành chính cấp tổng bị bãi bỏ, đơn vị xã cũ được giữ nguyên. Xã  Nhân Hữu và xã Hương Khê thuộc huyện Gia Bình.
Ngày 9 tháng 7 năm 1949, Uỷ ban Kháng chiến Hành chính Liên khu I ban hành Quyết định số 422/1949/QĐ-UBKC. Theo đó, xã Nhân Hữu hợp nhất với xã Hương Khê thành xã Nhân Thắng thuộc huyện Gia Bình.
Huyện lỵ Gia Bình đóng ở Khoái Khê (Nhân Thắng) đến khi sáp nhập với huyện Lương Tài (tháng 8/1950).
Tháng 8 năm 1950, huyện Gia Bình hợp nhất với huyện Lương Tài thành một huyện, lấy tên là huyện Gia Lương, Nhân Thắng là 1 xã thuộc huyện Gia Lương, huyện lỵ dời về thị trấn Thứa. Khi đó, Nhân Thắng là trung tâm kinh tế văn hóa, được coi là thị tứ của vùng kể từ đó.
Ngày 9 tháng 8 năm 1999, huyện Gia Bình được tái lập theo Nghị định số 68/1999/NĐ-CP. Nhân Thắng là 1 trong 13 xã thuộc huyện Gia Bình vừa tái lập, tuy có kinh tế phát triển hơn thị trấn Gia Bình nhưng thị tứ Ngụ không được chọn làm huyện lỵ vì không thuận tiện giao thông. Nhân Thắng có 7 thôn: Cầu Đào, Cẩm Xá, Hương Triện, Khoái Khê, Lê Lợi, Ngô Cương, Nhân Hữu.
Năm 1999, Nhân Thắng được phong tặng danh hiệu Anh hùng Lực lượng vũ trang nhân dân thời kỳ kháng chiến chống Pháp.
Năm 2005, Nhân Thắng được Nhà nước phong tặng danh hiệu Anh hùng Lao động thời kỳ đổi mới.

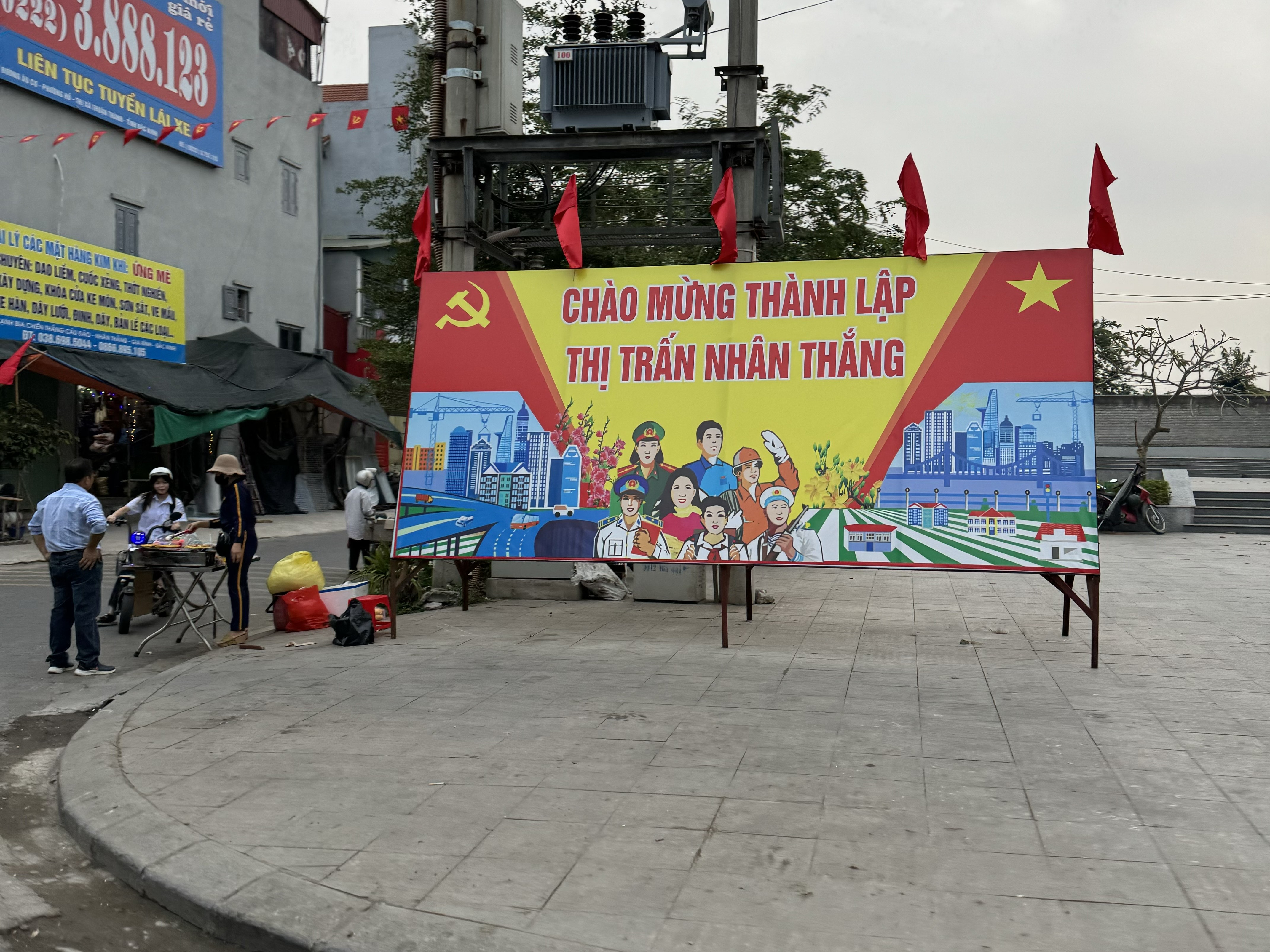
Băng rôn chào mừng tại quảng trường Chiến thắng Cầu Đào

Ngày 18 tháng 9 năm 2018, UBND tỉnh Bắc Ninh ban hành Quyết định số 1571/QĐ-UBND về việc công nhận xã Nhân Thắng là đô thị loại V.
Ngày 24 tháng 10 năm 2024, Ủy ban Thường vụ Quốc hội ban hành Nghị quyết số 1255/NQ-UBTVQH15 về việc sắp xếp đơn vị hành chính cấp xã của tỉnh Bắc Ninh giai đoạn 2023 – 2025 (nghị quyết có hiệu lực từ ngày 1 tháng 12 năm 2024). Theo đó, thành lập thị trấn Nhân Thắng thuộc huyện Gia Bình trên cơ sở toàn bộ 8,18 km² diện tích tự nhiên và quy mô dân số 10.572 người của xã Nhân Thắng.
Ngày 6 tháng 2 năm 2025, UBND tỉnh Bắc Ninh ban hành quyết định 167/QĐ-UBND về việc chuyển thôn thành khu phố thuộc thị trấn của các huyện: Yên Phong, Tiên Du, Gia Bình và Lương Tài. Theo đó 7 thôn thuộc Thị trấn Nhân Thắng được chuyển thành 7 khu phố tương ứng là: Khu phố Cầu Đào, Khu phố Cẩm Xá, Khu phố Hương Triện, Khu phố Khoái Khê, Khu phố Lê Lợi, Khu phố Ngô Cương, Khu phố Nhân Hữu.
Ngày 16 tháng 6 năm 2025, Ủy ban Thường vụ Quốc hội ban hành Nghị quyết số 1658/NQ-UBTVQH15 của UBTVQH về việc sắp xếp các đơn vị hành chính cấp xã của tỉnh Bắc Ninh năm 2025. Theo đó, sắp xếp toàn bộ diện tích tự nhiên, quy mô dân số của thị trấn Nhân Thắng, xã Thái Bảo và xã Bình Dương thành xã mới có tên gọi là xã Nhân Thắng.

## Kinh tế - xã hội
Nhân Thắng nằm trong một khu vực đất phì nhiêu, xung quanh là những cánh đồng lúa vùng phù sa sông Đuống. Tháng 1 năm 2008, tại đây, Ủy ban nhân dân huyện Gia Bình phối hợp với Công ty TNHH xây dựng Hải Âu tổ chức khai trương chợ Ngụ mới.
Nhân Thắng đang từng bước hoàn thiện hệ thống hạ tầng đô thị: Khánh thành Quảng trường Chiến thắng Cầu Đào năm 2021 và khánh thánh trung tâm thể thao Nhân Thắng năm 2021.

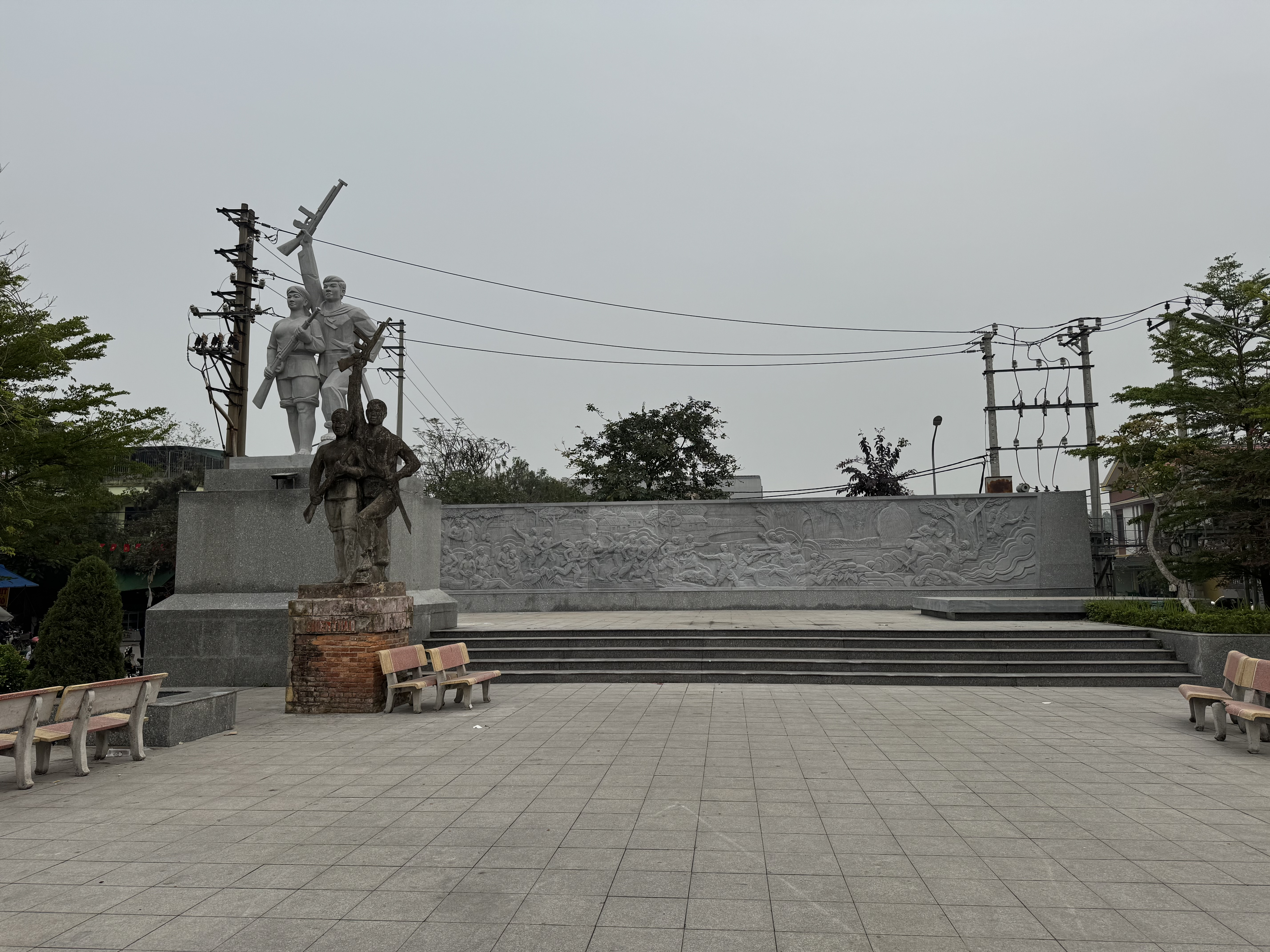
Quảng trường Chiến thắng Cầu Đào

### Y tế
Trạm y tế Nhân Thắng vừa được khánh thành năm 2016, đạt tiêu chuẩn quốc gia.
Giai đoạn từ khi tách huyện - năm 1999 tới khi thành lập Thị trấn Gia Bình, Trạm Nhân Thắng là Bệnh viện Đa khoa Gia Bình.

### Giáo dục
- Trường THPT Gia Bình 1
- Trung tâm GDTX và GDNN huyện Gia Bình

- Trường THCS Thị trấn Nhân Thắng

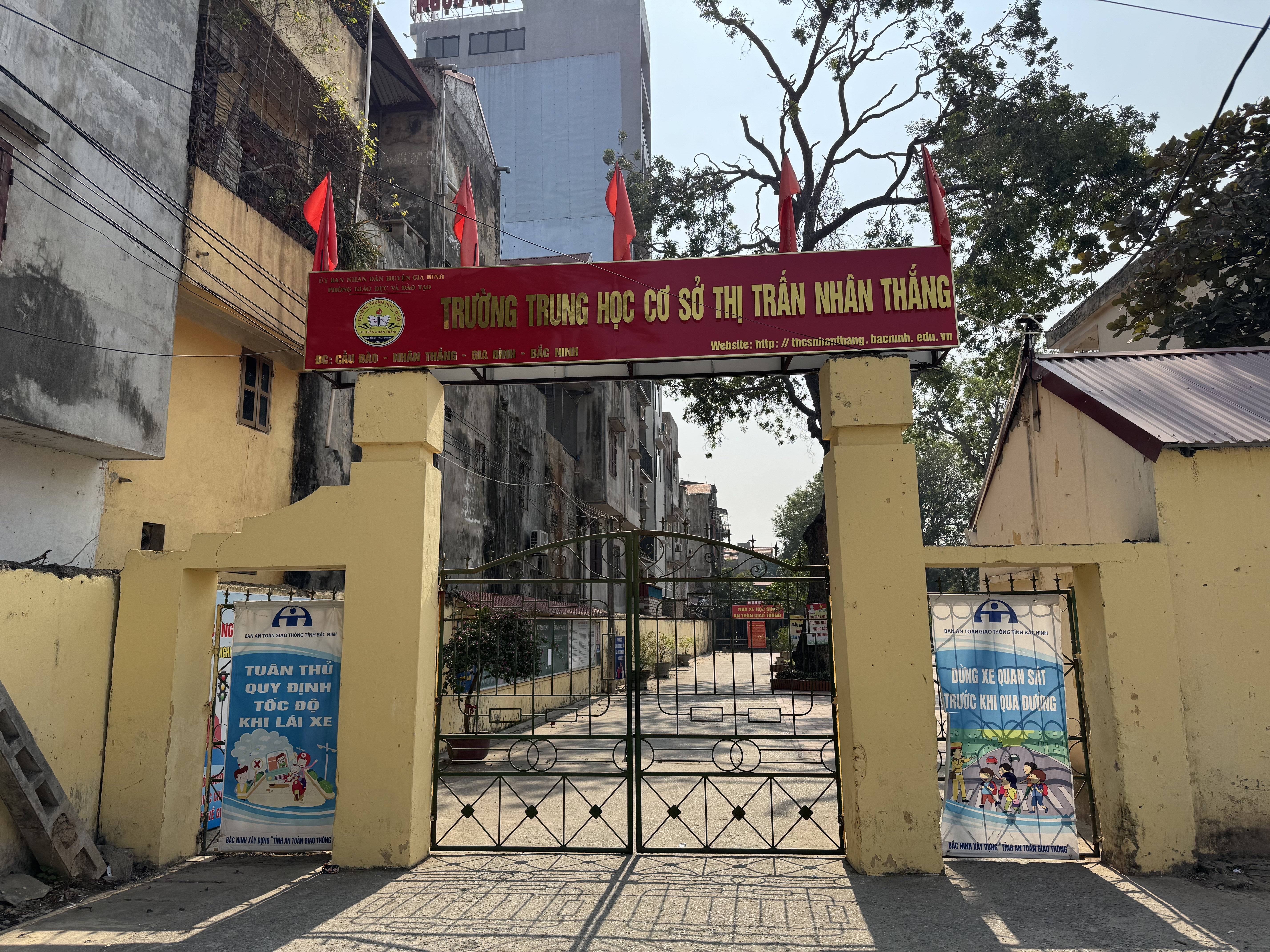
Trường THCS Thị trấn Nhân Thắng

- Trường Tiểu học Thị trấn Nhân Thắng
- Trường Mầm non Thị trấn Nhân Thắng và các điểm mẫu giáo.

## Văn hóa - du lịch

### Di tích
- Cụm di tích Đền Cầu Đào - Đình Ngụ - Chùa Đại Phúc (Khu phố Cầu Đào)[11]
- Đình Cẩm Xá - Chùa Phúc Long (Khu phố Cẩm Xá)[12]
- Đình Hương Triện.

## Giao thông
Nhân Thắng có tuyến đường giao thông quan trọng Quốc lộ 17, Tỉnh lộ 285, Tỉnh lộ 285B, Tỉnh lộ 282B. Cùng hệ thống đường nội thị:
- Phố Ngụ ()

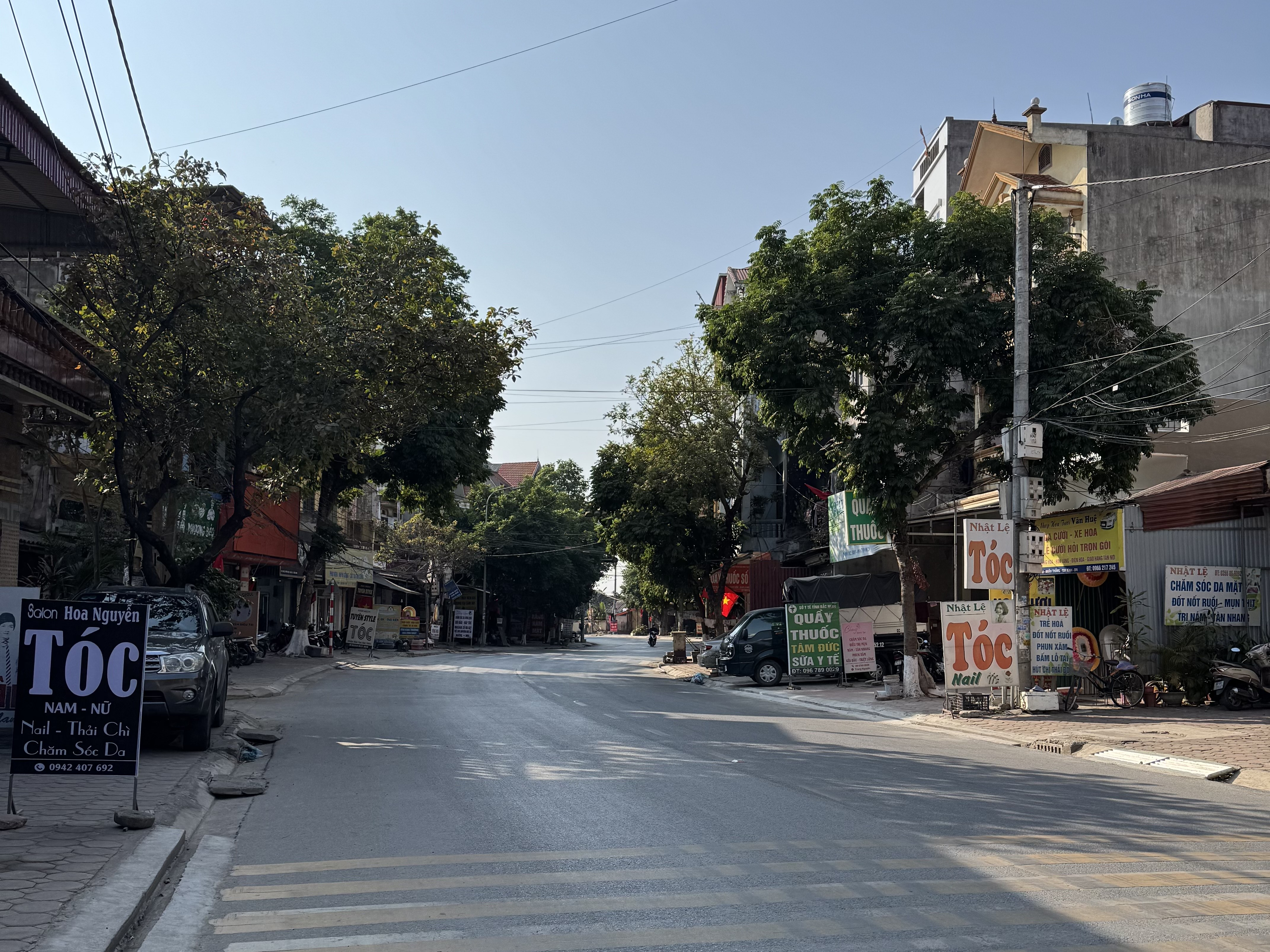
Quốc lộ 17 đoạn Ngã ba Ngụ

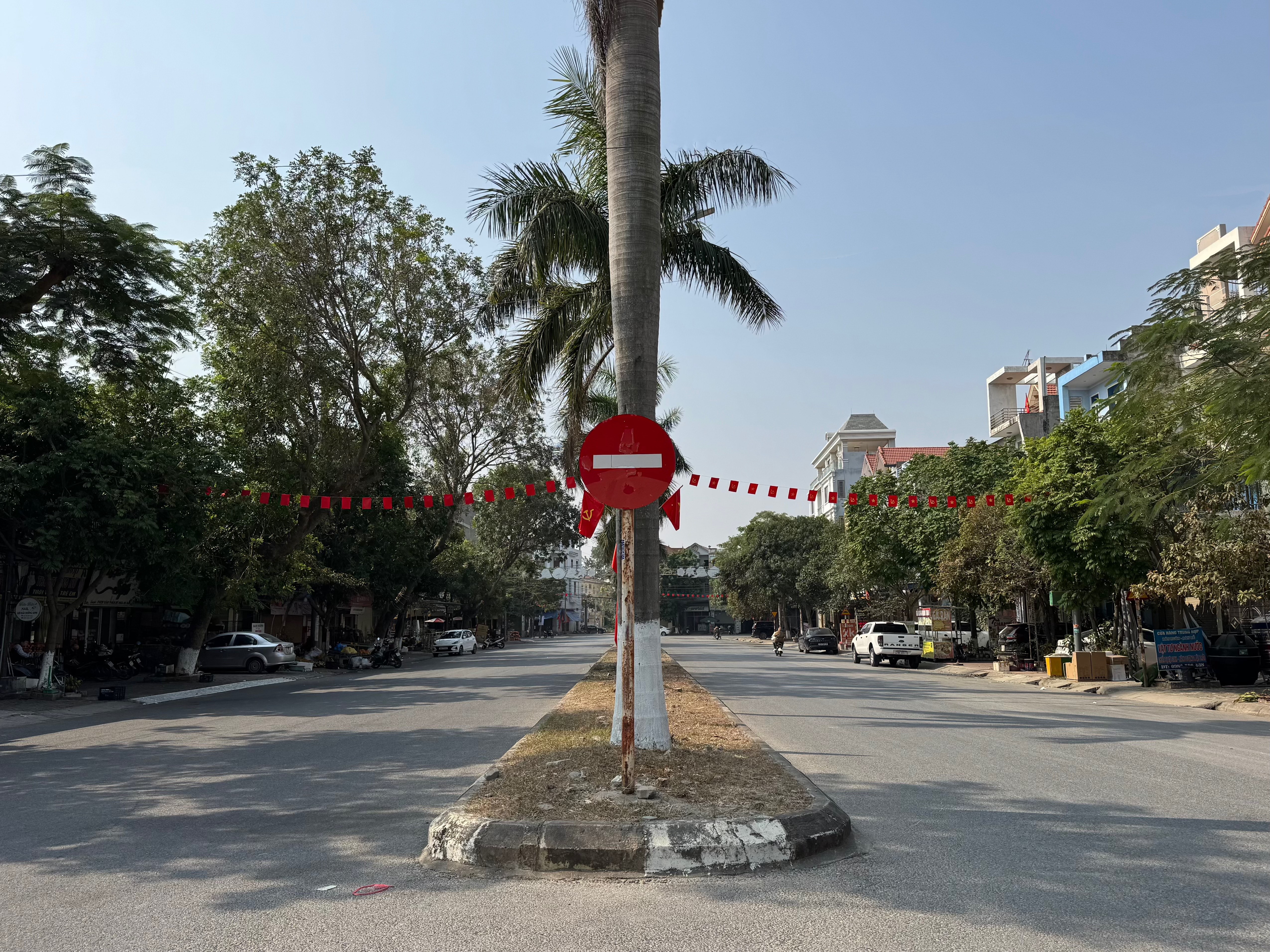
Đường ĐH.10 trước cổng chợ Ngụ

- Đường trục trung tâm đô thị Nhân Thắng (ĐH.10)
- Đường huyện 4 (ĐH.04)
- Đường huyện 5 (ĐH.05)
- Đường huyện 8 (ĐH.08)
- Đường huyện 9 (ĐH.09)